# Albizia niopoides
Espèce
Synonymes
- Acacia guacamayo (Britton & Killip) Standl.[2]
- Albizia caribaea (Urb.) Britton & Rose[2] [3]
- Albizia guacamayo (Britton & Killip) L. Cárdenas[2]
- Albizia hassleri (Chodat) Burkart[2]
- Albizia niopioides (Benth.) Burkart[2]
- Albizia richardiana King & Prain[3]
- Albizzia caribaea (Urb.) Britton & Rose[2]
- Feuilleea niopiodes (Spruce ex Benth.) Kuntze[2]
- Pithecellobium caribaeum Urb.[2] [3]
- Pithecellobium hassleri Chodat[2]
- Pithecellobium niopoides Benth.[2]
- Pithecellobium niopoides Spruce ex Benth.[3]
- Pithecolobium hassleri Chodat[2]
- Pithecolobium niopioides Benth.[2]
- Senegalia guacamayo Britton & Rose[2]
- Senegalia liebmannii Britton & Rose[2]

Statut de conservation UICN

 LC  : Préoccupation mineure
Albizia niopoides est une espèce de plantes à fleurs du genre Albizia et de la famille des Fabaceae.

## Liste des variétés
Selon Catalogue of Life (18 janvier 2019) et Tropicos (18 janvier 2019) :
- variété Albizia niopoides var. colombiana (Britton & Killip)Barneby & J.W.Grimes
- variété Albizia niopoides var. niopoides

Selon The Plant List (18 janvier 2019) :
- variété Albizia niopoides var. colombiana (Britton & Killip) Barneby & J.